# شب‌خروش نی‌لبک‌زن جلوسیاه

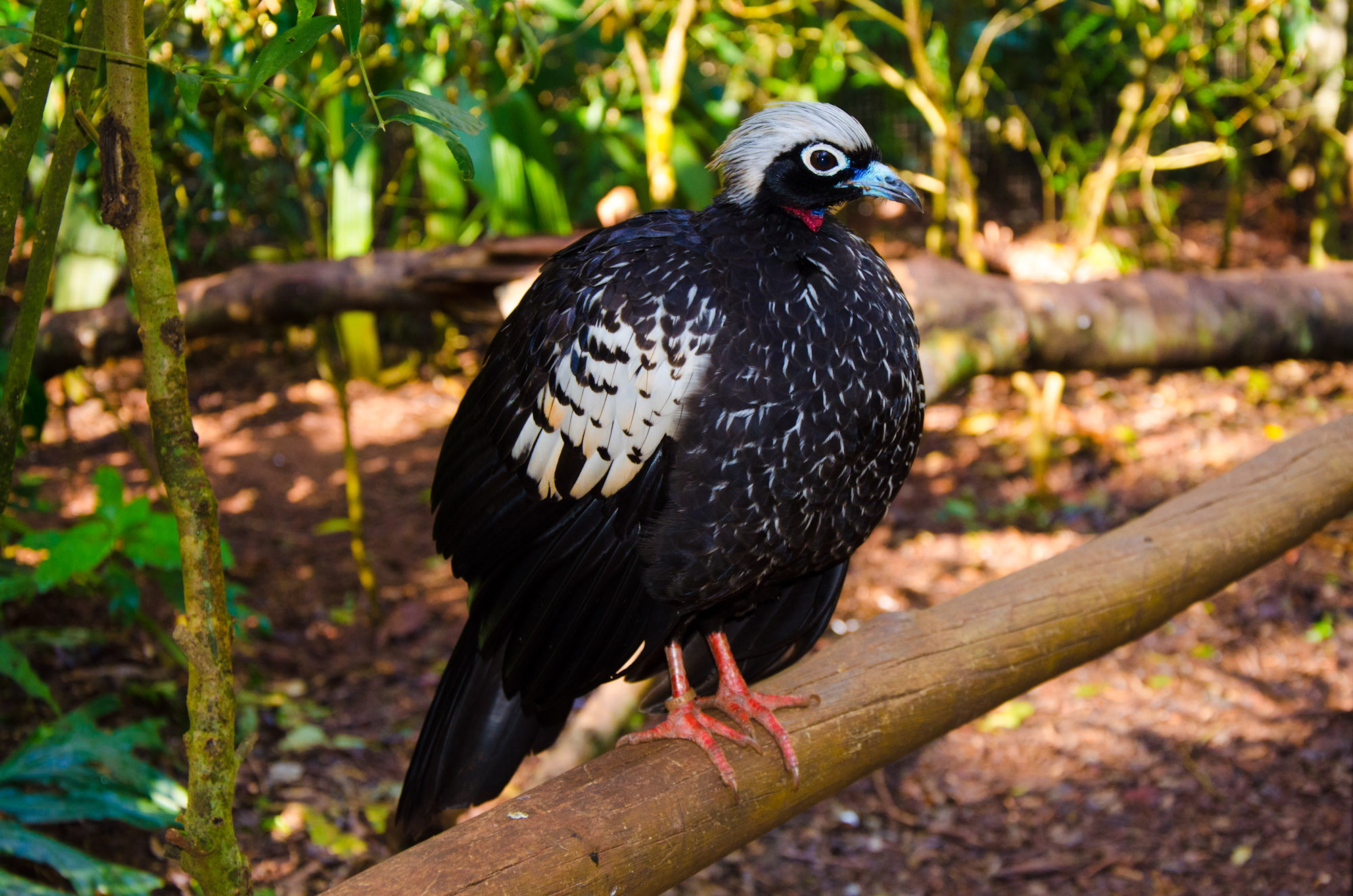
شب خروش نی لبک زن جلو سیاه

شب‌خروش نی‌لبک‌زن جلوسیاه (نام علمی: Pipile jacutinga) نام یک گونه از سرده شب‌خروش نی‌لبک‌زن است.